# Spirala inflacyjna
Spirala inflacyjna (spirala cen i płac) – zjawisko polegające na samoczynnym mechanizmie dostosowania cenowego, mające na celu zabezpieczenie realnej wartości dochodów.
Spirala inflacyjna jest możliwym następstwem występującej inflacji kosztowej związanej ze wzrostem kosztów produkcji – np. wzrostem cen surowców i materiałów wykorzystywanych w procesie produkcyjnym czy wzrostem płac. Może się ona rozpocząć albo z powodu wysokiego zagregowanego popytu w połączeniu z niemal pełnym zatrudnieniem, albo z powodu szoków podażowych, takich jak wzrost cen ropy. 
Zjawisko inflacji sprawia, że przedsiębiorcy w celu utrzymania realnych zysków przedsiębiorstwa na stałym poziomie podnoszą ceny produkowanych przez nich towarów i usług. Wzrost cen na rynku powoduje spadek siły nabywczej pieniądza i żądania pracowników w kierunku podwyżek płac utrzymujących ich realne zarobki na niezmienionym poziomie. Podwyżki te z kolei prowadzą do dalszego wzrostu cen towarów i usług (wzrost kosztów czynników wytwórczych), co znowu prowadzi do spadku siły nabywczej pieniądza.